# Retaule de la Pietat (Abella de la Conca)
|  | Per a altres significats, vegeu «Retaule de la Pietat». |

El Retaule de la Pietat és un retaule gòtic atribuït a Pere Espallargues, del taller de Pere Garcia de Benavarri, creat a finals del segle XV i procedent de l'església de Sant Esteve d'Abella de la Conca.
El retaule va ser amagat pels veïns del poble, que en van distribuir les peces als domicilis particulars, durant més de 30 anys. El detonant d'aquesta actuació fou que el 1972 havia estat robat l'altre retaule de l'església, el Retaule del Roser, el qual, en ser recuperat per la policia, va ser dipositat al Museu Diocesà d'Urgell, en contra de l'opinió dels veïns, que volien que tornés al poble.
Descoberta l'actuació dels veïns en el decurs d'un estudi sobre retaules gòtics fet per Albert Velasco, el 2002 els veïns van lliurar les peces del Retaule de la Pietat perquè pogués ser restaurat i conservat. Un cop restaurat i després d'un període en el Museu de la Conca Dellà, l'11 de setembre de 2010 va ser retornat al seu emplaçament original de l'església de Sant Esteve.